# Danil Stepanov
Pour les articles homonymes, voir Stepanov.
Danil Andreïevitch Stepanov (en russe : Данил Андреевич Степанов), né le 25 janvier 2000 à Kazan en Russie, est un footballeur russe. Il joue au poste d'arrière gauche au Torpedo Moscou.

## Biographie

### En club
Né à Kazan en Russie, Danil Stepanov est formé par le Rubin Kazan, club de sa ville natale. Il joue son premier match avec l'équipe première le 9 décembre 2018, lors d'une rencontre de Premier-Liga face au Zénith Saint-Pétersbourg. Il entre en jeu en cours de partie, lors de cette rencontre remportée par son équipe (1-2).
En juillet 2020, il est prêté au Rotor Volgograd pour une saison,.
Il est à nouveau prêté à la fin du mois de mai 2021, cette fois à l'Arsenal Toula dans le cadre de l'exercice 2021-2022. Ce prêt est également assorti d'une option d'achat. Stepanov inscrit son premier but pour l'Arsenal Toula le 26 août 2021 contre l'Akhmat Grozny. Cela ne suffit pas à son équipe, qui s'incline ce jour-là (2-1 score final). Le 29 décembre 2021, le club annonce la signature définitive du joueur.
Lors de l'été 2023, Danil Stepanov rejoint le FK Khimki, avec lequel il signe un contrat courant jusqu'en juin 2026.

### En sélection
Danil Stepanov représente l'équipe de Russie des moins de 17 ans à onze reprises de 2016 à 2017.
Le 6 septembre 2019, Danil Stepanov joue son premier match avec l'équipe de Russie espoirs face à la Serbie. Il est titularisé et son équipe s'impose par un but à zéro ce jour-là.

## Statistiques
| Saison                | Club                   | Championnat           | Championnat | Championnat | Coupe(s) nationale(s) | Coupe(s) nationale(s) | Total | Total |
| Saison                | Club                   | Division              | M.          | B.          | M.                    | B.                    | M.    | B.    |
| 2018-2019             | Rubin Kazan            | D1                    | 10          | 0           | 1                     | 0                     | 11    | 0     |
| 2019-2020             | Rubin Kazan            | D1                    | 9           | 0           | -                     | -                     | 9     | 0     |
| 2020-2021             | Rotor Volgograd (prêt) | D1                    | 22          | 1           | -                     | -                     | 22    | 1     |
| 2021-2022             | Arsenal Toula          | D1                    | 28          | 1           | 2                     | 0                     | 30    | 1     |
| 2022-2023             | Arsenal Toula          | D2                    | 4           | 0           | 1                     | 0                     | 5     | 0     |
| Total sur la carrière | Total sur la carrière  | Total sur la carrière | 73          | 2           | 4                     | 0                     | 77    | 2     |